# Songs
Songs je drugi kompilacijski album slovenske rock skupine Siddharta, izdan leta 2012. Sestavljen je iz na novo posnetih pesmi in je v celoti v angleškem jeziku. Izšel je le v elektronski obliki, z brezplačnim prenosom preko uradne spletne strani skupine.

## Seznam pesmi
Avtorske pravice so navedene pri originalnih izvedbah pesmi.
| Št.             | Naslov                           | Originalni album | Dolžina |
| --------------- | -------------------------------- | ---------------- | ------- |
| 1.              | „The Whitest Swan‟ (»Bel labod«) | VI               | 3:51    |
| 2.              | „My Dice‟                        | Rh-              | 3:27    |
| 3.              | „Napalm 3‟                       | Saga             | 3:40    |
| 4.              | „T.H.O.R.‟                       | Rh-              | 3:43    |
| 5.              | „B mashina‟                      | Nord             | 4:50    |
| 6.              | „Insane‟                         | Rh-              | 3:53    |
| 7.              | „Samo edini‟                     | Nord             | 4:57    |
| 8.              | „Rave‟                           | Rh-              | 4:42    |
| 9.              | „Under Venus‟ (»Platina«)        | Nord             | 4:51    |
| 10.             | „War of Ideas‟                   | Saga             | 6:32    |
| Skupna dolžina: | Skupna dolžina:                  | Skupna dolžina:  | 44:26   |

## Zasedba

### Siddharta
- Tomi Meglič - vokal, kitara
- Primož Benko - kitara
- Boštjan Meglič - bobni
- Jani Hace - bas kitara
- Tomaž Okroglič Rous - klaviature, programiranje